# Club de los Federalistas
El Club de los Federalistas fue un grupo político federalista fundado en Barcelona (España) en el año 1868 por Francisco Pi y Margall y Valentín Almirall, primer presidente y director del periódico El Federalista (1868), antecesor del diario El Estado Catalán.
Formaban parte Manuel de Lasarte, Gonzalo Serraclara, Rafael Boet, Baldomer Lostau i Prats, Antoni Feliu i Codina, José Anselmo Clavé y Josep Lluís Pellicer.
Proponían la difusión del ideario federalista y la implantación de una república federal utilizando la convicción, no por métodos violentos. Se opusieron al centralismo de la Junta Revolucionaria de Madrid de 1868 y radicalizaron algunas de sus posturas. 
El grupo decidió disolverse el 15 de abril de 1873, encontrándose posteriormente varios de sus miembros de nuevo en el Centre Català.